# آرنه فريدريش

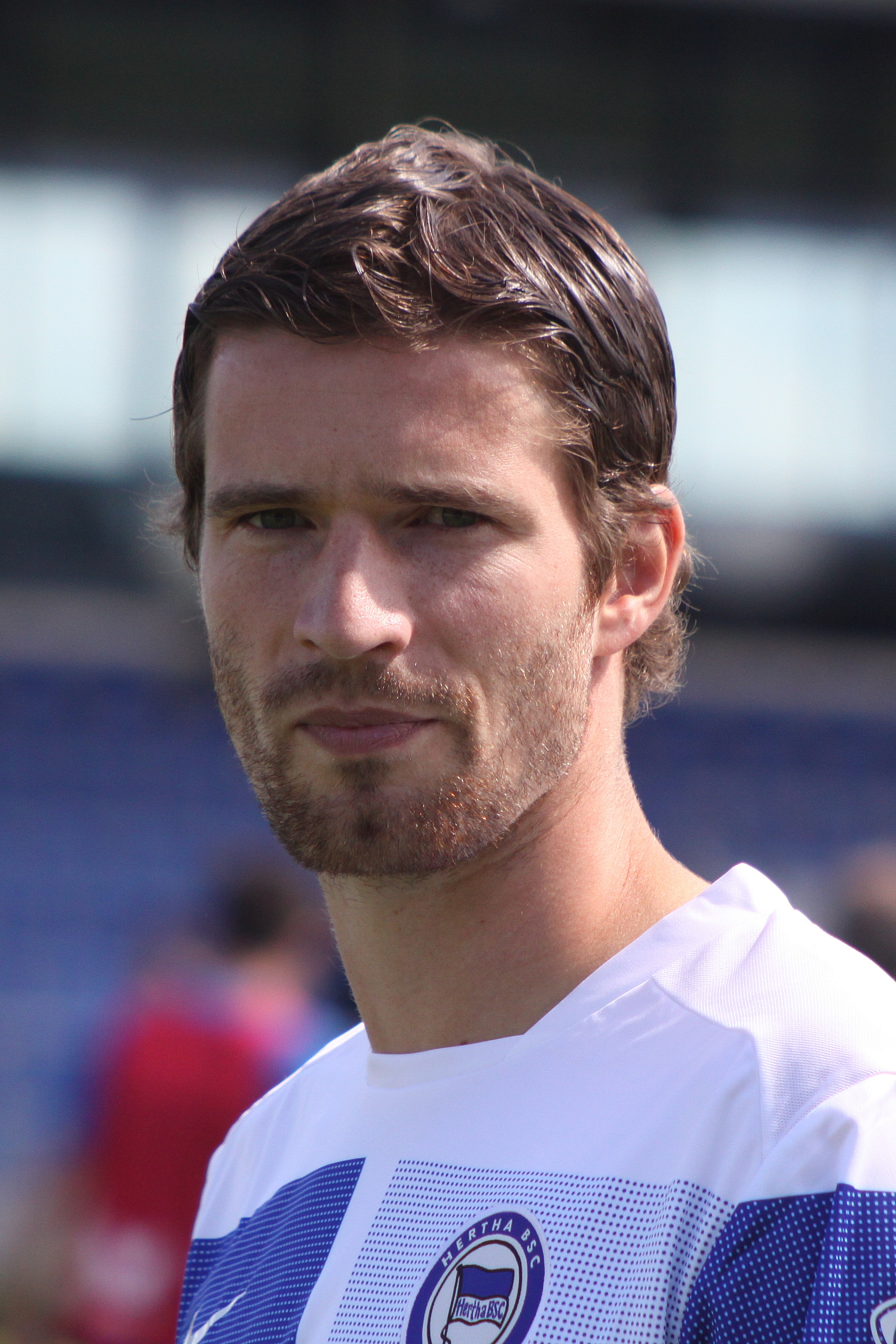
آرنه فريدريش مع هيرتا برلين

آرنه فريدريش (بالألمانية: Arne Friedrich) (مواليد 29 مايو 1979) في باد أوينهاوزن في ألمانيا الغربية هو مدرب كرة قدم ألماني ولاعب كرة قدم سابق لعب 82 مرة للمنتخب الألماني وشارك في كأس العالم لعام 2006 وكأس العالم لعام 2010،.
بدأ باللعب مع منتخب ألمانيا لكرة القدم في سنة 2002.

## روابط خارجية
- آرنه فريدريش على موقع الاتحاد الدولي (مؤرشف)  (الإنجليزية)
- آرنه فريدريش على موقع الاتحاد الأوربي (الإنجليزية)
- آرنه فريدريش على موقع الدوري الأمريكي (الإنجليزية)
- آرنه فريدريش على موقع قاعدة بيانات كرة القدم.إي يو (الإنجليزية)
- آرنه فريدريش على موقع بيانات كرة القدم. دي إي (الألمانية)
- آرنه فريدريش على موقع ليكيب (الفرنسية)
- آرنه فريدريش على موقع ناشيونال فوتبول تيمز (الإنجليزية)
- آرنه فريدريش على موقع Soccerway.com (الإنجليزية)
- آرنه فريدريش على موقع عالم كرة القدم.نت (الإنجليزية)
- آرنه فريدريش على موقع كووورة